# Thielska galleriet
A Thielska galleriet Stockholm egyik művészeti múzeuma Djurgården szigetének Blockhusudden félszigetén. Ernest Thiel (1859-1947) bankár, műgyűjtő hozta létre, az ő nevét viseli. A  gyűjtemény elsősorban svéd festők műveit tartalmazza az 1900-as évektől, de arról is nevezetes, hogy Edvard Munch műveinek Norvégián kívüli egyik legnagyobb kollekciója itt látható. Thiel az épületet és gyűjteményét 1924-ben eladta az államnak, azóta nyilvános galéria.

## Története
Ernest Thiel a negyvenes éveiben, a századforduló körül az ország egyik leggazdagabb embereként visszavonult bankári tevékenységétől és szenvedélyének, a műgyűjtésnek szentelte idejét. Ettől kezdve nem csak a pénzügyi, hanem a művészi körökben is központi szerepet játszott a svéd fővárosban. Thiel elsősorban a svéd Konstnärsförbundet (Művészegyesület) tagjainak alkotásait gyűjtötte. Ehhez a szövetséghez tartozott a kor fiatal svéd festőinek az a csoportja is, akik Párizsban tanultak és a plein air festészet hívei voltak.

## Épülete
Thiel Ferdinand Boberget, a kor divatos svéd építészét bízta meg azzal, hogy hozzon léte a gyűjteménye számára egy megfelelő épületet. Az Eolskulle villának nevezett ház 1905-re épült fel, de addigra már nem volt elég nagy a gyűjtemény elhelyezésére, ezért 1906-ban újabb szárnyat építettek hozzá.
A galéria belső kialakítása, bensőséges és a minden részletében megőrzött korabeli jellege jó képet ad a svéd századforduló kulturális légköréről, kitűnő keretet nyújt a műkincsek bemutatására.

## Gyűjteményei
A gazdag kollekció főleg a századforduló északi művészeinek alkotásait tartalmazza. A Konstnärsförbundet tagjai közül láthatók itt Bruno Liljefors, Anders Zorn, Carl Larsson, Karl Nordström, Richard Bergh és Carl Wilhelmson jelentős munkái. Rajtuk kívül szerepel a gyűjteményben néhány kép Ernst Josephsontól és Jenő svéd királyi hercegtől. Edvard Munch egy sor híres művével képviselteti magát.
A dán festészetet Jens Ferdinand Willumsen, Vilhelm Hammershøi reprezentálja. A parkban látható Gustav Vigeland norvég szobrász több alkotása.
Az északi művészek mellett a galériában több francia remekmű is megtekintető, mint Henri de Toulouse-Lautrec egy nagy balettképe, Édouard Vuillard , Paul Gauguin, valamint Aristide Maillol alkotásai.

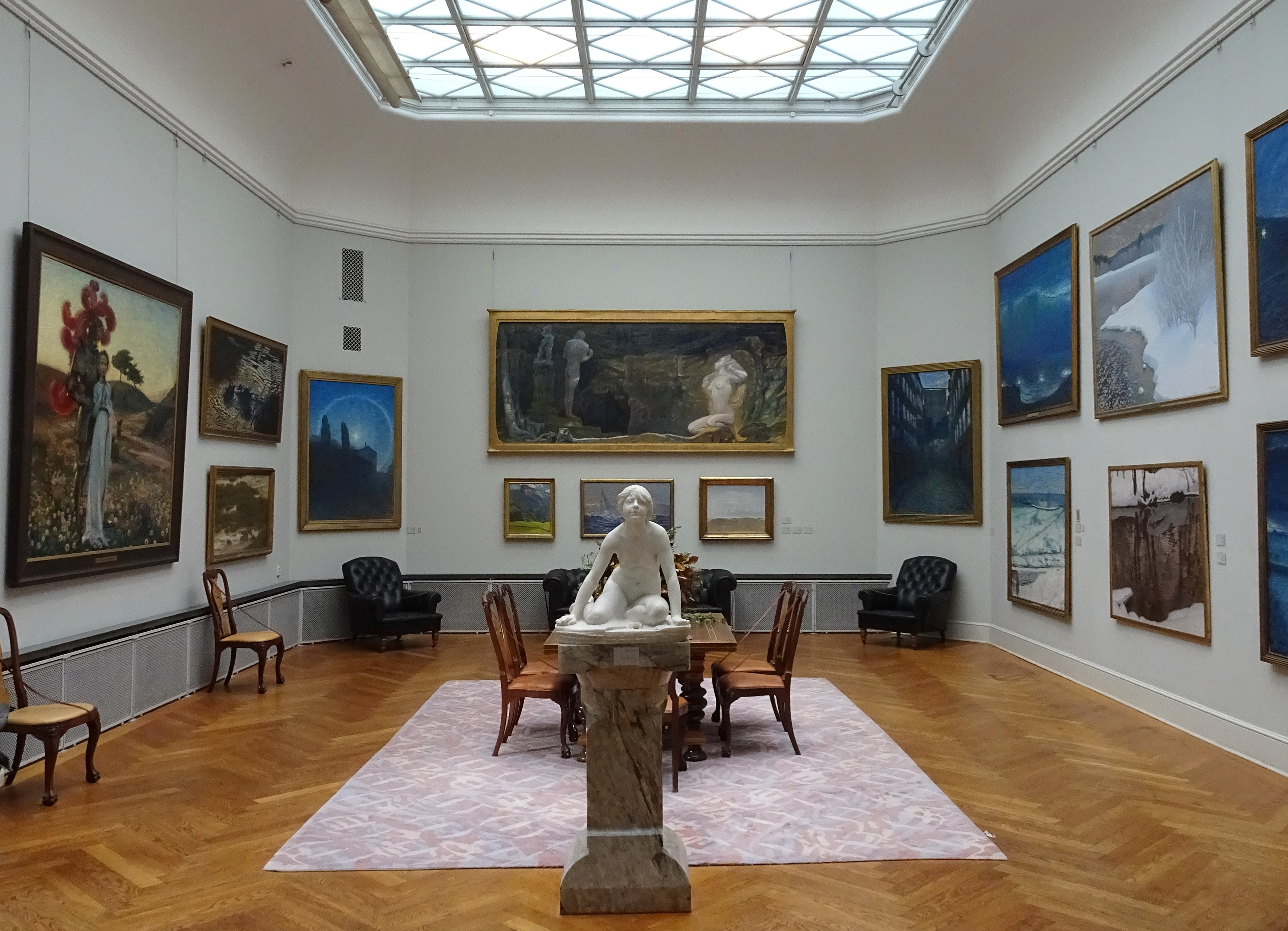
A múzeum nyugati galériája
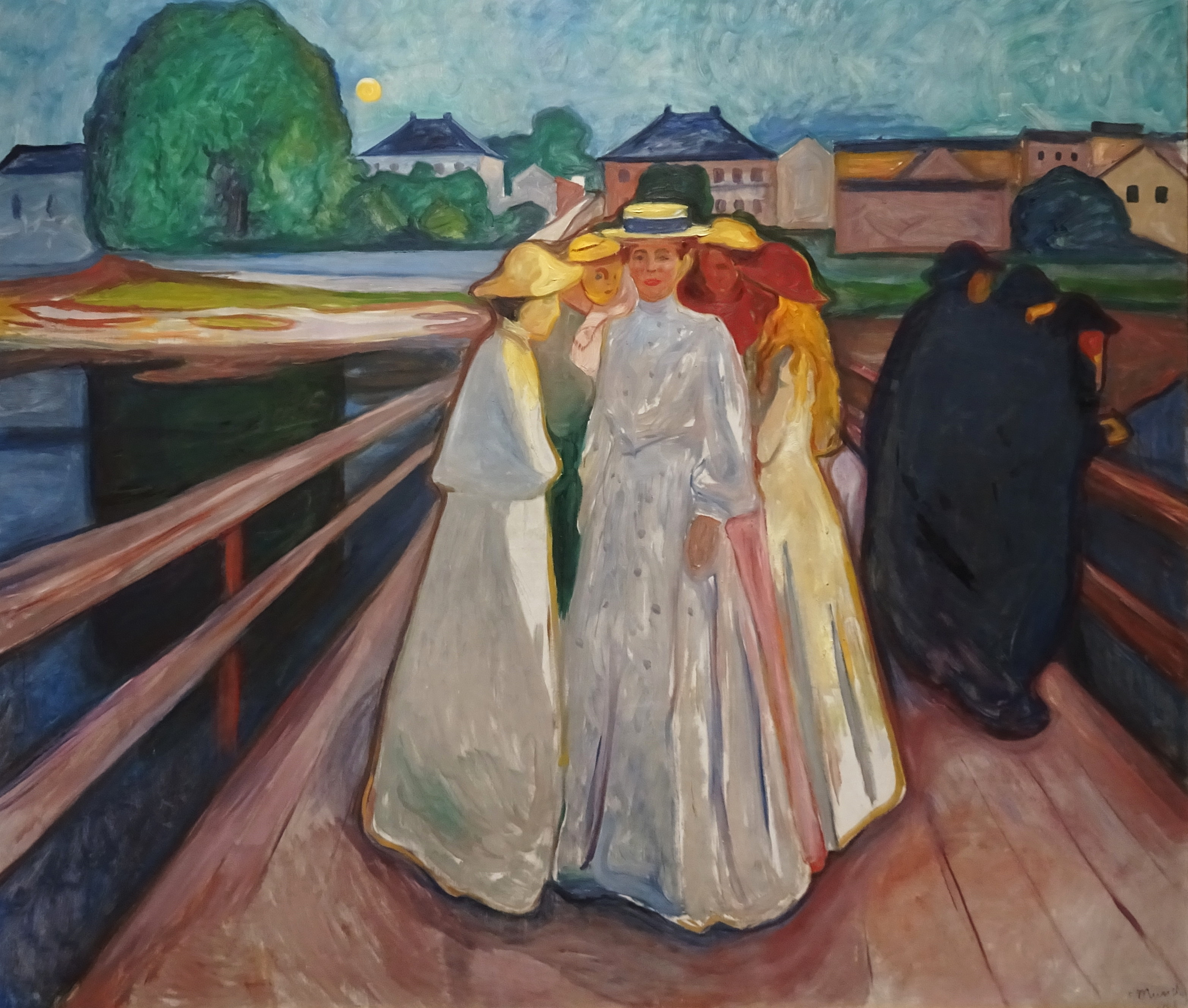
Edvard Munch: A hídon (1903)
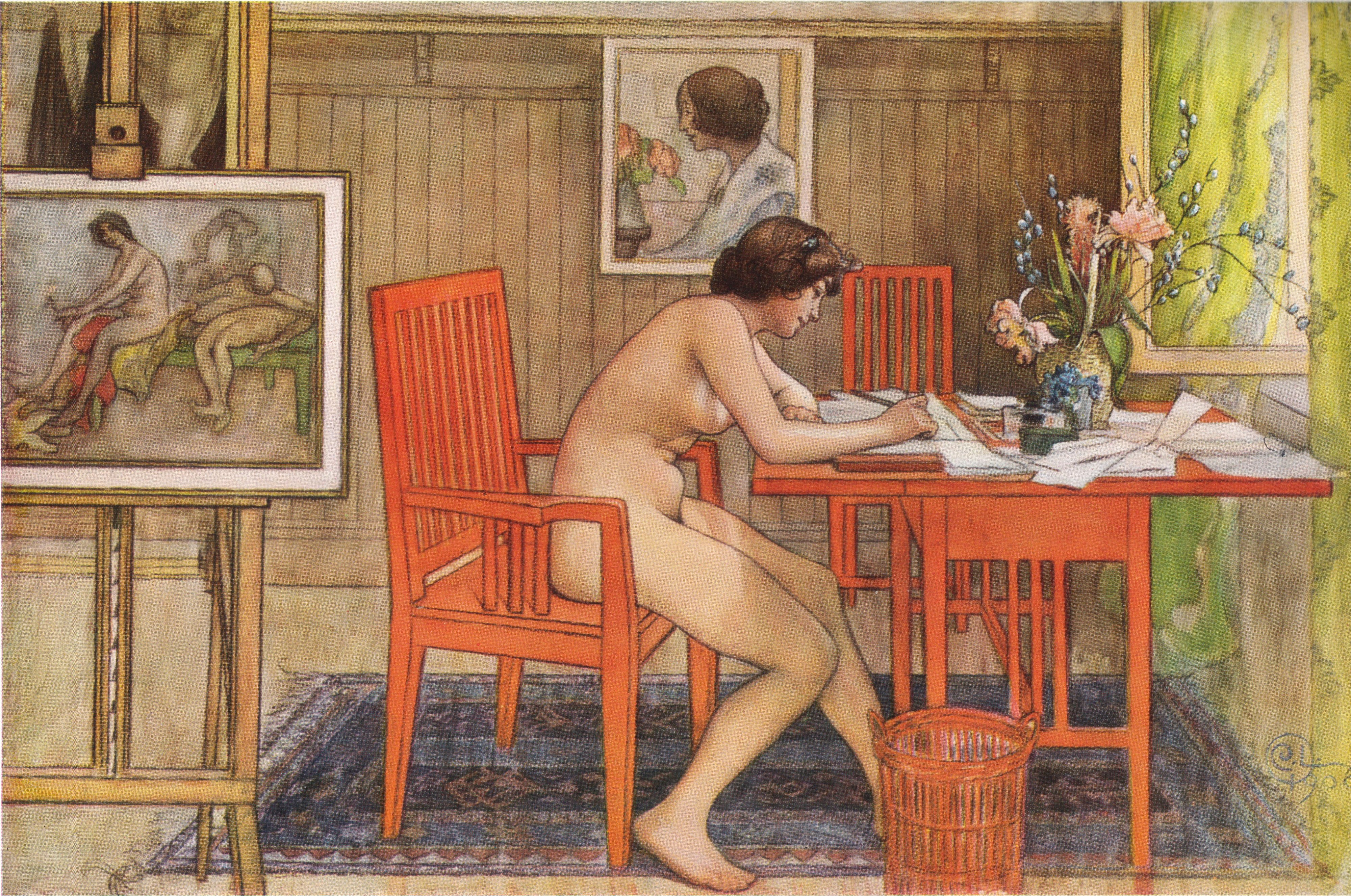
Carl Larsson: Képeslapot író modell (1906)
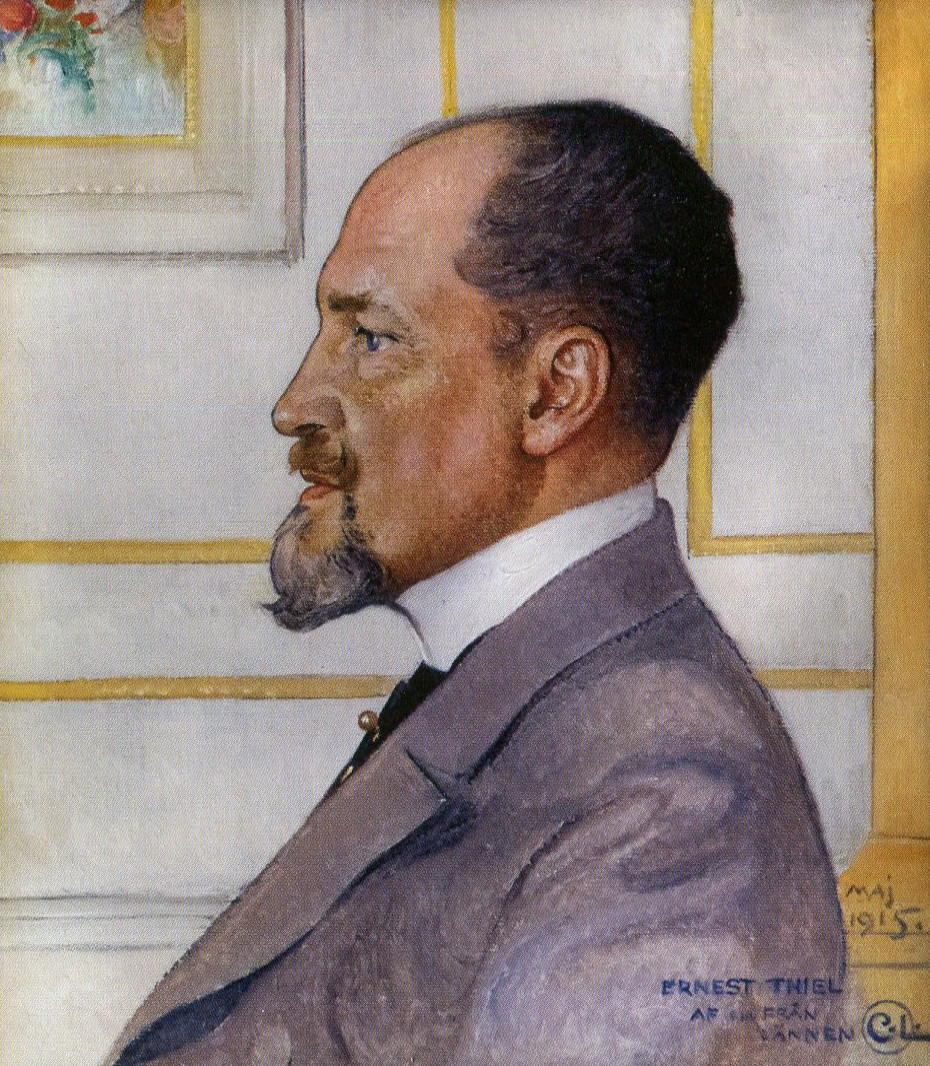
Carl Larsson: Ernest Thiel portréja (1915)